# カワラノギク
カワラノギク（学名：Aster kantoensis Kitam.）は、日本の関東地方を流れる相模川、多摩川、鬼怒川など一部水系の河原にのみ自生する、キク科の二年草（可変性二年草）。

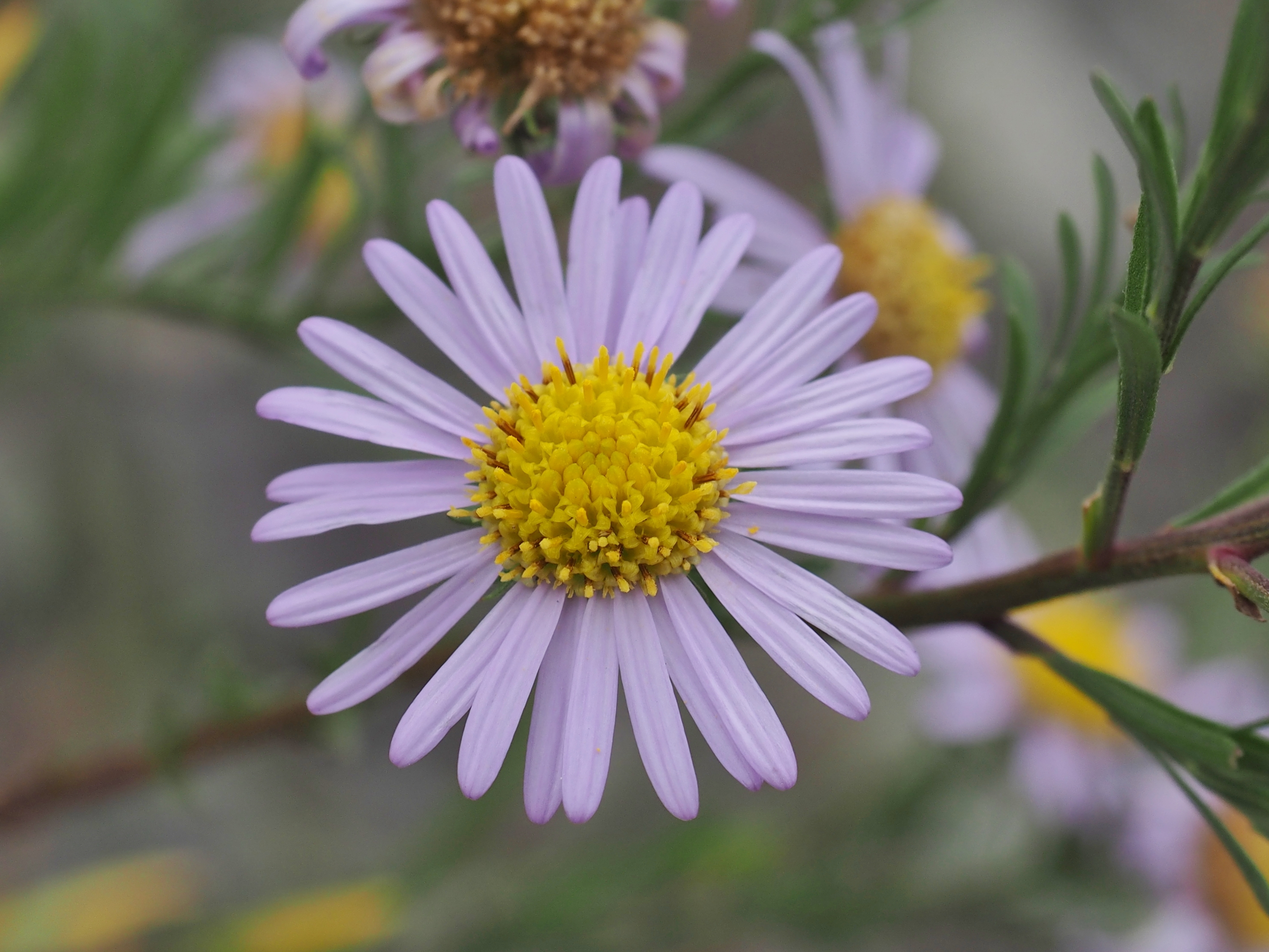
花アップ

## 形態
茎は叢生（束生）し、高さ 50 cm内外。
葉は線形、長さ 6〜7 cmで上部のものほど小さくなる。
花期は10〜11月、頭花は 3〜4 cm で散房状または円錐状。舌状花は白〜薄紫色で、筒状花は黄色。総苞は 7〜10 mm、総苞片は2列。冠毛は 6 mm。

## 生育環境
河川中流域の、増水時に時々冠水するような氾濫原の、石がゴロゴロあるような砂礫地。近年の水利開発によってこのような環境が失われつつあるため、カワラノギクも絶滅の危機にあり、研究者や有志により種子の保存など絶滅を防ぐ活動が行なわれている。
氾濫原に生えるため洪水で流されることもあり、多摩川中流の自生地は2019年の台風19号でほぼ壊滅し、残った数株から種子の自然飛散や保護活動による種まきで群落が小規模ながら再生しつつある。

## 分布
関東地方と静岡県東部、長野県。
相模川、多摩川、鬼怒川など一部水系の河原の砂礫地。

## 保全状況評価
- 絶滅危惧II類（VU） -環境省[1]
- 絶滅（EX）-東京都
- 絶滅危惧IIB類 -栃木県
- 絶滅危惧IA類(CR) -神奈川県、長野県
- 絶滅危惧IB類(EN) -静岡県